# Liza Soberano
Hope Elizabeth Soberano y Hanley (Santa Clara, California; 4 de enero de 1998), conocida artísticamente como Liza Soberano, es una actriz y cantante estadounidense y filipina. Es miembro de "Star Magic Circle" de la red ABS-CBN desde 2013. Se hizo famosa tras interpretar al personaje principal de María Agnes Calay en la exitosa serie de televisión Forevermore (Para siempre).[cita requerida]

## Biografía
Hope Elizabeth Soberano nació a las 10:36 del 4 de enero de 1998, en Santa Clara, California, de padre filipino, John Castillo Soberano, y madre estadounidense, Jacqulyn Elizabeth Hanley. Fue criada por sus abuelos paternos, que también vivían en los Estados Unidos, cuando sus padres se separaron. En el 2008, a la edad de 10 años, se mudó a Manila, Filipinas, para vivir con su padre y parientes paternos. A los 13 años, un cazatalentos la vio y ella fue presentada a un gerente de talentos, Ogie Díaz.

### Vida personal
Soberano es católica.
En febrero de 2019, Soberano y Enrique Gil confirmaron públicamente que eran pareja desde octubre de 2014.

## Carrera
A los 10 años de edad, Liza Soberano se fue a vivir con su padre en Manila, donde le ofrecieron puestos de trabajo para modelar para anuncios impresos y en la televisión. Al principio sólo podía hablar tagalo de manera limitada, y su representante, Ogie Díaz, la animó a estudiar el idioma para poder obtener mejores chances de trabajar como actriz de cine y televisión. Le tomó tres años para dominar el idioma.
En marzo de 2013, Liza Soberano fue lanzada como una de las 12 nuevos descubrimientos de Magic Star, junto a Julia Barretto, Janella Salvador, Jerome Ponce, Jane Oineza, Jon Lucas, Khalil Ramos, Julian Estrada, Michelle Vito, Ingrid de la Paz, Alex Díaz y Kit Thompson. En ese momento, ella ya había aparecido interpretando a la hermana menor del personaje de Jake Cuenca en la serie televisiva Kung Ako’y Iiwan Mo.

## Filmografía

### Televisión
| Año       | Título                       | Papel                | Canal   | Notas                         | Ref.        |
| --------- | ---------------------------- | -------------------- | ------- | ----------------------------- | ----------- |
| 2011      | Wansapanatym: Mac Ulit-Ulit  | Mac                  | ABS-CBN | Temporada 1, episodio 55      |             |
| 2012      | Kung Ako'y Iiwan Mo          | Claire Raymundo      | ABS-CBN | Acreditada como Hope Soberano |             |
| 2012      | Maalaala Mo Kaya             | Jove Gladys          | ABS-CBN | Temporada 20, episodio 8      |             |
| 2013      | Got to Believe               | Alexa "Alex" Rodrigo | ABS-CBN |                               |             |
| 2013      | Wansapanatym: Flores De Yayo | Dahlia               | ABS-CBN | Temporada 1, episodio 134     |             |
| 2013      | Maalaala Mo Kaya             | Una                  | ABS-CBN | Temporada 24, episodio 130    | [ 4 ]       |
| 2013      | Luv U                        | Pia                  | ABS-CBN | Invitada                      |             |
| 2014      | Maalaala Mo Kaya             | Aileen               | ABS-CBN | Temporada 21, episodio 168    |             |
| 2014-2015 | Forevermore                  | Maria Agnes Calay    | ABS-CBN |                               | [ 5 ] [ 6 ] |

### Cine
| Año  | Título               | Papel         | Estudio                            | Notas                                         | Ref.              |
| ---- | -------------------- | ------------- | ---------------------------------- | --------------------------------------------- | ----------------- |
| 2013 | Must Be... Love      | Angel Gómez   | Star Cinema                        |                                               |                   |
| 2013 | She's the One        | Gillian       | Star Cinema                        |                                               |                   |
| 2015 | Just The Way You Are | Sophia Taylor | Summit Media y Star Cinema         | Adaptación al cine de una historia de Wattpad | [ 7 ] [ 8 ] [ 9 ] |
| 2015 | Everyday I Love You  | Audrey Locsin | Star Cinema                        |                                               |                   |
| 2024 | Lisa Frankenstein    | Taffy         | MXN Entertainment y Lollipop Woods |                                               | [ 10 ]            |

### Espectáculos
| Año           | Título | Canal   | Notas                | Ref. |
| ------------- | ------ | ------- | -------------------- | ---- |
| 2013–presente | ASAP   | ABS-CBN | Coanfitriona, actriz |      |

## Discografía

### Videos musicales
| Año  | Título            | Artista         | Detalles                                              | Ref.   |
| ---- | ----------------- | --------------- | ----------------------------------------------------- | ------ |
| 2015 | Shine, Pilipinas! | Con Enrique Gil | - Álbum: ABS-CBN Summer Station ID - Estudio: ABS-CBN | [ 11 ] |

## Premios y nominaciones
| Año  | Premio                              | Categoría                                    | Trabajo nominado             | Resultado | Ref.   |
| ---- | ----------------------------------- | -------------------------------------------- | ---------------------------- | --------- | ------ |
| 2013 | 27° PMPC Star Awards For Television | Best Female New TV Personality               | Kung Ako'y Iiwan Mo          | Ganadora  |        |
| 2014 | 30° PMPC Star Awards For Movie      | New Movie Actress Of The Year                | Must Be... Love              | Ganadora  |        |
| 2014 | ASAP Pop Viewers' Choice Awards     | Pop Female Cutie                             | Ella misma                   | Nominada  | [ 12 ] |
| 2015 | 2nd PEP List Choice Awards          | Celebrity Pair of the Year (Con Enrique Gil) | Ella misma (con Enrique Gil) |           | [ 13 ] |
| 2015 | 2nd PEP List Choice Awards          | Female Teen Star Of The Year                 | Ella misma                   |           | [ 13 ] |
| 2015 | 2nd PEP List Choice Awards          | Breakout Star Of The Year                    | Ella misma                   |           | [ 14 ] |
| 2015 | 2015 Candy Readers Choice Awards    | Favorite Actress                             | Ella misma                   |           |        |
| 2015 | 2015 Candy Readers Choice Awards    | Favorite Loveteam (con Enrique Gil)          | Ella misma (con Enrique Gil) |           |        |